# Jerte (rivière)
Le Jerte est un cours d’eau espagnol d'une longueur de 70 km qui coule dans les communautés autonomes de Castille-et-León et d'Estrémadure.

## Source de la traduction
- (es) Cet article est partiellement ou en totalité issu de l’article de Wikipédia en espagnol intitulé « Río Jerte » (voir la liste des auteurs).